# لینا ژانگ
لینا ژانگ (انگلیسی: Alina Zhang؛ زادهٔ ۶ مارس ۱۹۸۱) بازیگر اهل چین است.